# ФК Холщайн
Холщайн Кил (на немски: Holstein Kiel) е немска асоциация по футбол и спортен клуб със седалище в град Кил, Шлезвиг-Холщайн. Прякорът на клуба е Die Störche (Щъркелите).

## История
Клубът е основан през 1900 година след обединението на „Килер ШФ“ и „Килер ФК Холщайн“. През 1908 приема настоящото си име. От 1900 до 60-те години клубът е една от най-доминиращите страни в Северна Германия. Холщайн се появява редовно в националните плейофи, като завършва като вицешампиони през 1910 (загубен от „Карлсруе“ с 0:1) и 1930 г. (загубен с 4:5 от „Херта“), преди да превземе най-важната си титла, немското първенство по футбол през 1912 г (побеждавайки „Карлсруе“ с 1:0). Холщайн също печели шест регионални титли и завършва като подгласници още девет пъти. Те остават страна от първо разделение до формирането на немската Бундеслига през 1963 година.
През сезон 2011/12 холщайнци достигат до четвъртфиналите на Купата на Германия, където губят от Борусия Дортмунд като гости с 4:0. От 2013 година щъркелите са отново в Трета дивизия, но през 2017 г., след 36 години, те отново печелят промоция за Втора Бундеслига.
На 13 януари 2021 година, Холщайн Кил записват една от най-големите победи в историята си. Във втория кръг на Купата на Германия, като домакини, те отстраняват европейския шампион Байерн Мюнхен след дузпи. До самия край Байерн водят с 2:1, но в 95-а минута Холщайн изравняват резултата. Играят се продължения, в които резултатът не се променя, а при последвалите дузпи Холщайн надделяват с 6:5 и поднасят изненадата на кръга.

## Успехи

### Шампионати
- Шампион на Германия (1): 1912;
- Вицешампион на Германия (2): 1910, 1930;
- Шампион на Северна Германия (6): 1910, 1911, 1912, 1926, 1927, 1930;
- Финалист в Гаулига Нордмарк (1): 1937;
- Шампион в Гаулига Шлезвиг-Холщайн (2): 1943, 1944;
- Шампион на Германия (аматьори) (1): 1961;
- Шампион в Регионаллига Норд II (1): 1965;
- Шампион в Оберлига Хамбург/Шлезвиг-Холщайн (2): 1998, 2001;
- Шампион в Оберлига Норд (1): 2008;
- Шампион в Регионаллига Норд IV (2): 2009, 2013;

### Купи
- 1/2 финалист за Купата на Германия (2): 1941, 2021;
- Носител на Купа Шлезвиг-Холщайн (нова III-IV) (13): 1978, 1983, 1991, 1994, 1996, 2002, 2003, 2005, 2007, 2008, 2011, 2014, 2017

## Български футболисти
- Павел Дочев: 1993/94 (27 мача - 5 гола)
- Николай Митов: 2000-2001